# 버릇 (드라마)
《버릇》은 1987년 9월 27일에 MBC TV에서 방영된 베스트셀러극장이다.

## 줄거리
영순(김성자)은 한국전쟁이 한창이던 6세 때 폭격으로 부모를 잃고 남의 집 가정부 생활을 해왔다. 36세의 노처녀가 된 영순은 두 달 전 장날에서 40대 중반의 노총각(김인문)을 소개받는다. 이 노총각은 다른 사람의 질문에 대답하기 전 머리를 흔드는 버릇 때문에 맞선 때 퇴짜를 맞았다고 영순에게 말한다. 영순은 별로 개의치 않고 결혼을 승낙하지만, 새 신랑이 된 노총각은 결혼식장에서 주례의 혼인서약 질문에 고개를 절레절레 흔들어 영순을 당황하게 만들고, 신혼여행을 와서도 계속 고개를 흔들어댄다. 첫날 밤에 새 신랑은 영순에게 자신의 버릇이 한국전쟁에서 비롯되었음을 설명해 주는데...

## 출연
- 김인문
- 김성자
- 홍성민
- 임문수
- 이수나
- 강성욱
- 박윤배
- 문창근
- 이창환
- 장보규
- 김찬구
- 김흥수
- 장희용
- 장선숙
- 이영호
- 김주명
- 연현철
- 김지영
- 곽영환
- 정태우
- 백형진